# Odeão de Herodes Ático

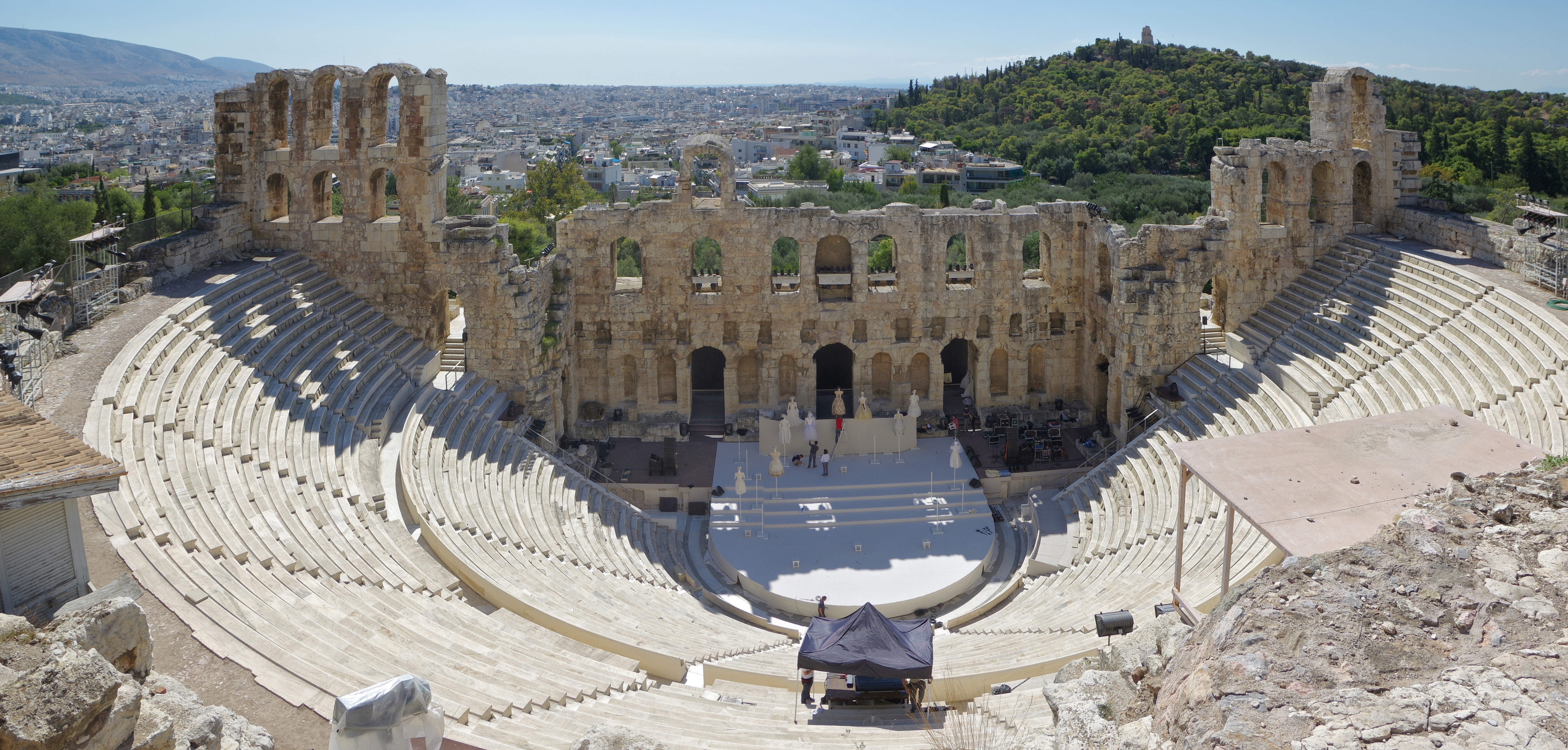
Vista do Odeão desde a Acrópole de Atenas.

O Odeão de Herodes Ático é um antigo teatro localizado na vertente sul da Acrópole de Atenas, na Grécia. Foi construído por Herodes Ático, de importante família ateniense, para comemorar a memória de sua falecida esposa Regilia. As obras começaram possivelmente em torno de 174.
Quando intacto, o Odeão era uma estrutura coberta e podia receber até 5 mil espectadores. O vão da plateia (koilo) tem 76 m de diâmetro e foi escavado na rocha da colina. Os assentos eram de mármore branco, divididos em duas seções por um corredor. A orquestra tem 19 m de diâmetro e o cenário, de três níveis, chegava a 28 m de altura, com diversas prótases (pórticos em projeção) com colunas, e nichos para estatuária, sendo ladeado por escadarias, e com uma galeria (metaskenio) voltada para o exterior, revestida de mosaicos, detalhe repetido na decoração das entradas.
À sua entrada, havia estátuas dos faraós da dinastia ptolemaica, como Ptolemeu Filadelfo, acompanhado de uma estátua de sua irmã Arsínoe. Depois destas estátuas, havia estátuas de Filipe, Alexandre e Lisímaco, não por respeito ou porque eles beneficiaram Atenas, mas para conseguir vantagens imediatas.
A construção do teatro foi muito custosa, tanto pelos materiais nobres, como o mármore e o cedro, quanto pelas técnicas construtivas avançadas empregadas na cobertura, de 38 m de diâmetro, que não tinha fixação interna, algo raro mesmo nos dias de hoje.
Na invasão dos hérulos de 267, o teatro foi arrasado e jamais foi restaurado. Mais tarde sua estrutura foi incorporada às muralhas de Atenas. Com o passar dos séculos suas partes inferiores foram cobertas de entulho, o que fez com que o viajante italiano Niccolo da Martini imaginasse que se tratava de uma ponte.
No século XIX, foram iniciadas escavações, removendo toneladas de terra; uma restauração foi levada a cabo nos anos 50 e, desde 1957, voltou a ser usado para apresentações e festivais.